# Bothriembryon glauerti
Bothriembryon glauerti é uma espécie de gastrópode  da família Orthalicidae.
É endémica da Austrália.